# Орден Святой Изабеллы
Орден Святой Изабеллы (порт. Real Ordem de Santa Isabel) — придворный женский орден Португалии.

## История
Орден был учреждён королём Жуаном VI  в честь королевы Изабеллы. Орден вручался 26 замужних дам, которые принимались по достижении ими 26-летнего возраста. В 1910 году орден был упразднён.

## Описание
Орден представляет собой узорный золотой медальон с изображением раздающей милостыню святой в центре. Внизу девиз PAUPERUM SOLATIO (утешение бедных). Лента у ордена бело-розовая. 